# Grau-Birke

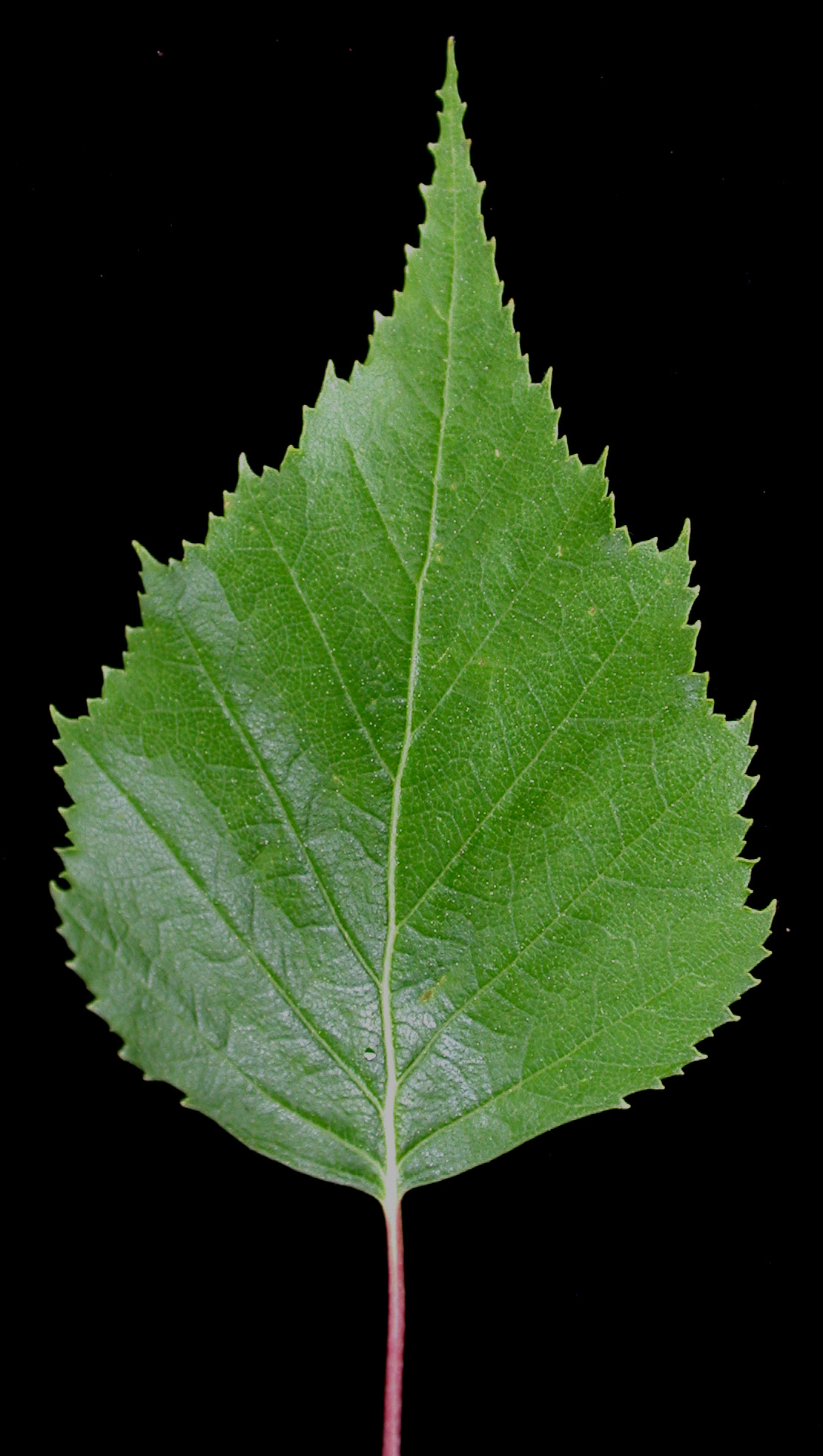
Blatt

Die Grau-Birke (Betula populifolia) wird auch Pappelblättrige Birke genannt (engl. gray birch). Diese Pflanzenart gehört zur Gattung der Birken (Betula) und damit zur Familie der Birkengewächse (Betulaceae). 

## Verbreitung
Es ist eine ursprünglich in Nordamerika beheimatete Birken-Art. Das Hauptverbreitungsgebiet 
reicht von Südost Ontario bis nach Neuschottland im Osten, im Süden bis nach Pennsylvania und New Jersey.
Einzelne Vorkommen gibt es in den amerikanischen Bundesstaaten Indiana, Virginia und North Carolina.
Die Grau-Birke bevorzugt trockene Hochlandböden, sie ist aber auch in feuchten Mischwäldern anzutreffen.
Als kurzlebige Pionierpflanze findet man sie auf brachliegenden Feldern und verbrannten Flächen. Sie benötigt einen sonnigen Standort und wächst schlecht im Schatten konkurrierender Bäume. Überschwemmungen werden nicht vertragen.

## Pflanzenbeschreibung
Die Grau-Birke wächst sehr schnell bis zu einer Wuchshöhe bis über 10 m, selten bis über 15 m und einem Stammdurchmesser von über 30 cm, selten bis über 75 cm. Die unregelmäßige Baumkrone besteht aus schmalen Ästen, aus dem ursprünglichen Stamm zweigen oft mehrere Stämme ab. 
Die Rinde ist bei jungen Bäumen noch dunkelbraun, später wird sie weißgrau mit schwarzen dreieckigen Malen an den Stellen, wo die Äste vom Stamm abzweigen.
Die gestielten, eiförmigen bis dreieckigen Laubblätter sind am Ende zugespitzt bis geschwänzt, 5 bis 7,5 cm lang und 4 bis 6 cm breit. Sie sind dunkelgrün, mit glatter Oberseite und hellerer Unterseite sowie unregelmäßig einfach bis doppelt gesägtem Rand. Die Herbstfärbung ist ein leuchtendes Gelb.
Wie alle Birken wird sie vom Wind bestäubt und ist einhäusig getrenntgeschlechtig (monözisch).
Die Blütenstände sind Kätzchen. Die männlichen Blütenstände sind 5 bis 8 cm lange, hängende Kätzchen, die weiblichen sind kurz und aufgerichtet. Die vielen kleinen, geflügelten Samen, welche im Herbst reif werden, befinden sich zwischen den gelappten und behaarten Schuppen im zapfenartigen Fruchtstand.
Genau wie andere nordamerikanische Birken-Arten ist die Grau-Birke sehr widerstandsfähig gegen den Birken-Prachtkäfer (Agrilus anxius). Das Holz ist biegsam und wird für Spulen und als Feuerholz verwendet. Von den Indianern wird die Verwendung der Rinde als Medizin berichtet.
Die Chromosomenzahl beträgt 2n = 28.

## Bilder

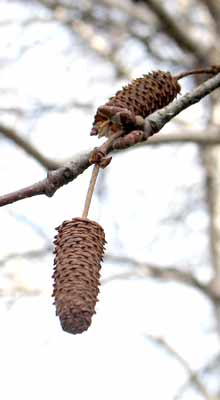
Weibliche Kätzchen
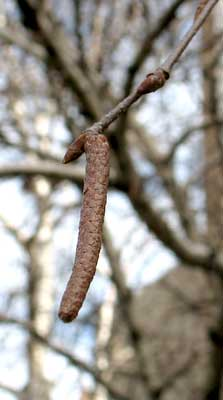
Unreife männliche Kätzchen
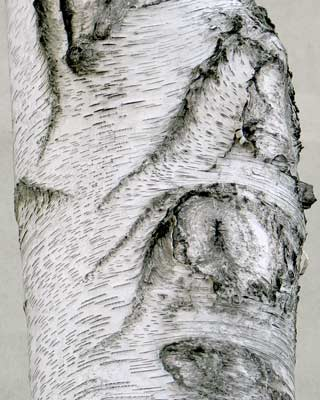
Borke der Grau-Birke
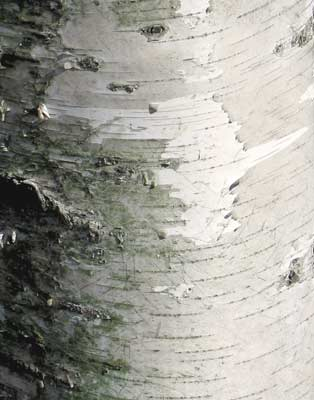
Borke an einem jungen Baum